# Велвари
Велвари (чеш. Velvary) град је у Чешкој Републици. Град се налази у управној јединици Средњочешки крај, у оквиру којег припада округу Кладно.

## Становништво
Према подацима о броју становника из 2014. године град је имао 3.058 становника.